# Marengo (cavallo)

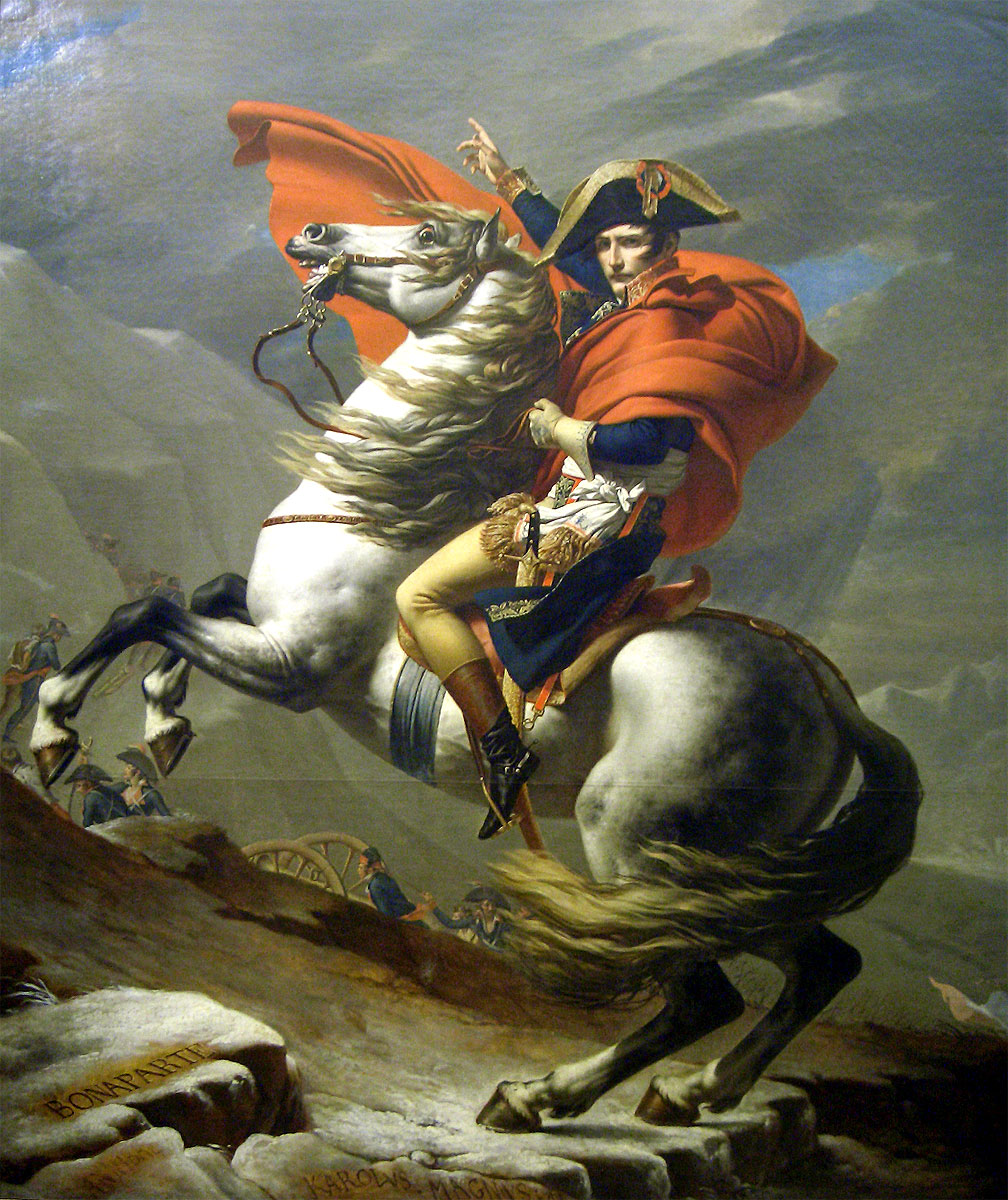
Bonaparte valica il Gran San Bernardo, dipinto di Jacques-Louis David. Si crede che il cavallo ritratto sia Marengo

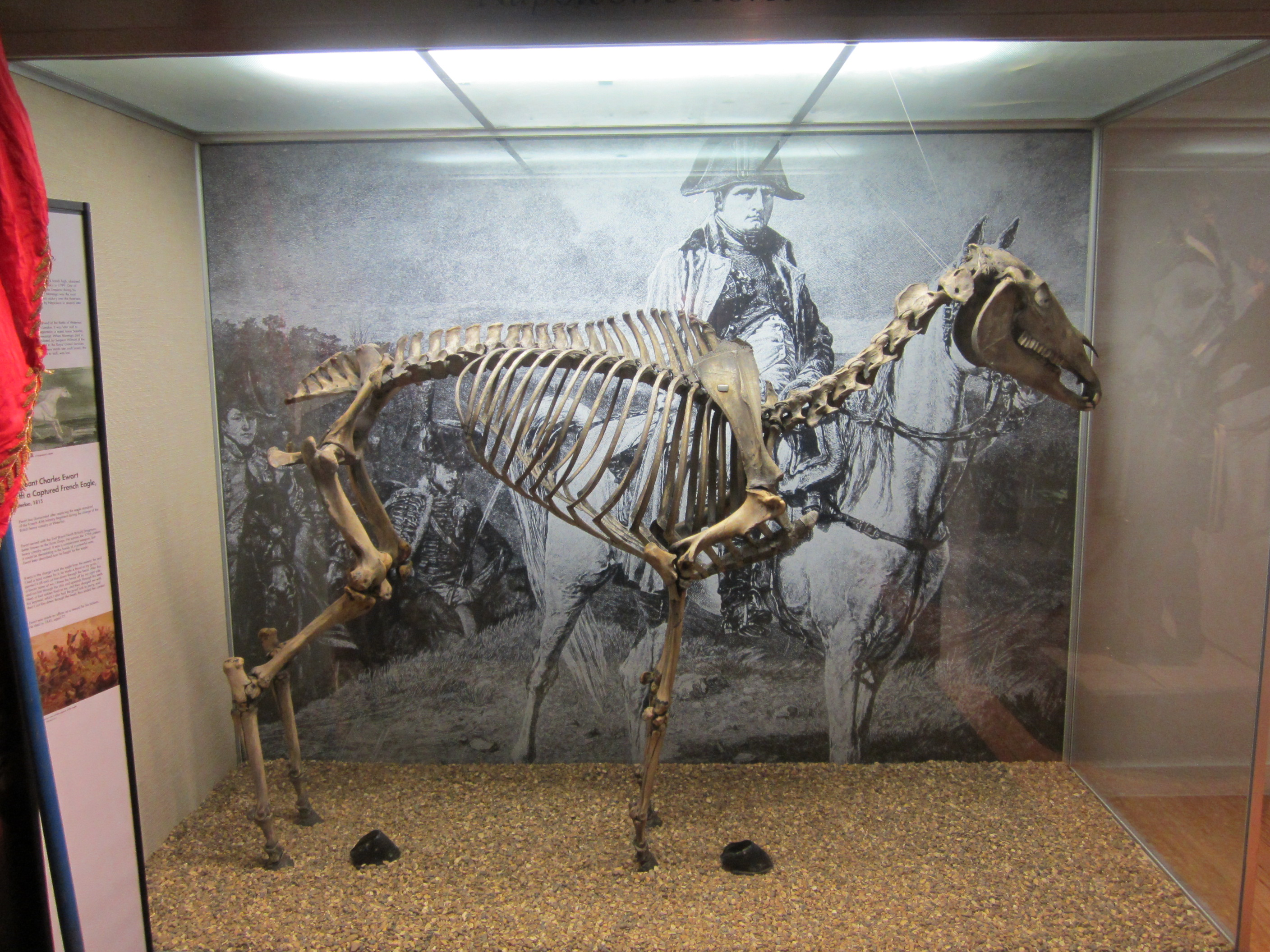
Scheletro di Marengo, esposto nel novembre 2011

Marengo (circa 1793–1831) era il famoso cavallo da guerra di Napoleone Bonaparte. Prese il nome dalla battaglia di Marengo, attraverso la quale condusse incolume il proprio cavaliere.

## Storia
Marengo fu portato in Francia dall'Egitto nel 1799, quando aveva 6 anni. Il grigio arabo fu probabilmente allevato presso la scuderia El Naseri. Nonostante fosse di piccola taglia (solo 1,43 metri) si dimostrò un animale affidabile, costante e coraggioso.
Marengo fu ferito otto volte nel corso della sua carriera e trasportò l'imperatore nelle battaglie di Austerlitz, Jena, Wagram e Waterloo. Fu anche utilizzato spesso nelle galoppate da 120 chilometri tra Valladolid e Burgos, spesso completate in cinque ore. Era uno dei 52 cavalli della scuderia personale di Napoleone e fuggì con tutti gli altri quando la scuderia venne razziata dai russi nel 1812, sopravvivendo alla ritirata da Mosca. In sella a Marengo, l’imperatore sali’ sul campanile di San Marco, impresa acclamata dal popolo, ma resa più facile dal fatto che, all’interno del campanile, non ci sono scalini, ma rampe che collegano i vari pianerottoli. La campana maggiore del campanile, chiamata Marangona dal termine veneziano “marangon”, falegname, perché suonava l’orario di lavoro dell’Arsenale, venne da allora associata al ricordo del piccolo e coraggioso Marengo. 
In ogni caso, lo stallone fu catturato nel 1815 durante la battaglia di Waterloo da William Henry Francis Petre.
Petre portò il cavallo nel Regno Unito e lo vendette al tenente colonnello Angerstein dei granatieri. Marengo rimase in una scuderia a New Barnes, nei pressi di Ely, fino all'età di 27 anni. Alla fine morì all'età di 38 anni e il suo scheletro (senza uno zoccolo) fu conservato e poi trasferito presso il Royal United Services Institute. Oggi è esposto presso il National Army Museum di Chelsea, Londra. Lo zoccolo fu dato agli ufficiali delle guardie di Angerstein come tabacchiera. Al duca di Wellington fu chiesto di donare il proprio cavallo, Copenhagen, da esporre accanto a Marengo, ma egli si rifiutò. Per coincidenza, uno dei suoi zoccoli fu in seguito utilizzato come ornamento.

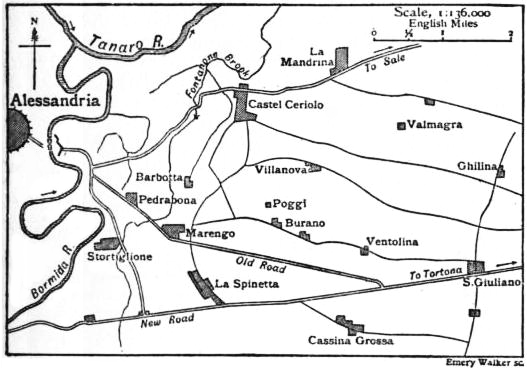
mappa storica della battaglia di Marengo

## Cultura di massa
In una sequenza del film britannico del 1959 intitolato The 39 Steps, un personaggio chiamato "Mr Memory" appare in un varietà e gli si chiede di citare il nome del cavallo di Napoleone.
In un episodio di Superauto Mach 5, una macchina misteriosa porta il nome di Marengo. Quando il mistero viene svelato, il protagonista, Speed Racer, associa il nome al cavallo. Quando la Trans-Lux Corporation pubblicò la versione inglese, il nome di Marengo fu malamente tradotto dal giapponese all'inglese come Mellange.
Marengo è interpretato da Stephen Fry nel Warhorses of Letters del 2011 (trasmesso sulla BBC Radio 4), "the world's first epistolary equine love story", un epistolario comico tra il cavallo di Napoleone e Copenaghen (interpretato da Daniel Rigby), il cavallo del duca di Wellington.